# Mistrovství Evropy v orientačním běhu 2002
4. Mistrovství Evropy v orientačním běhu (anglicky European Orienteering Championships 2002, zkráceně EOC 2002) bylo 4. ročníkem moderní podoby Mistrovství Evropy v orientačním běhu po jeho obnovení v roce 2000. Konalo se ve dnech 25.–30. září 2002 v Sümegu v Maďarsku. Šampionát zahrnoval čtyři disciplíny: sprint, krátkou trať (middle), klasickou trať (long) a štafety.
Na start se postavilo více než 310 závodníků z 30 zemí Evropy. Poprvé v historii ME byl součástí programu městský sprint, který rozšířil počet individuálních závodů. Závody probíhaly v lesních terénech Balatonské vrchoviny, kde závodníci čelili náročné navigaci a kopcovitému terénu s hustým podrostem. Největší počet zlatých medailí získali reprezentanti Švýcarska a Švédska. Nejlepšími jednotlivci byli Simone Niggli-Luder (Švýcarsko) a Emil Wingstedt (Švédsko), kteří získali po jednom individuálním titulu a podíleli se na úspěchu svých štafet. Mezi českými závodníky se nejlépe umístil Michal Horáček, který obsadil 9. místo na krátké trati.

## Program závodů
Mistrovství Evropy v orientačním běhu 2002 se konalo od 25. do 30. září 2002 v oblasti Sümeg v Maďarsku. Program zahrnoval čtyři disciplíny – sprint, krátkou trať (middle), klasickou trať (long) a štafety. Poprvé byl do programu ME zařazen městský sprint, což rozšířilo počet individuálních závodů na tři. Každý závodní den byl rozdělen do kvalifikačních a finálových částí, přičemž do finále postupovali nejrychlejší závodníci z kvalifikace.
| Sümeg Centrum Mistrovství Evropy 2002 MAĎARSKO | Datum    | Disciplína                  | Místo konání | Poznámka              |
| ---------------------------------------------- | -------- | --------------------------- | ------------ | --------------------- |
| Sümeg Centrum Mistrovství Evropy 2002 MAĎARSKO | 25. září | Sprint – kvalifikace        | Sümeg        | Městský závod         |
| Sümeg Centrum Mistrovství Evropy 2002 MAĎARSKO | 26. září | Sprint – finále             | Sümeg        | První sprint na ME    |
| Sümeg Centrum Mistrovství Evropy 2002 MAĎARSKO | 27. září | Krátká trať – kvalifikace   | Tapolca      | Terén s hustníky      |
| Sümeg Centrum Mistrovství Evropy 2002 MAĎARSKO | 28. září | Krátká trať – finále        | Tapolca      | Středně kopcovitý les |
| Sümeg Centrum Mistrovství Evropy 2002 MAĎARSKO | 29. září | Klasická trať – kvalifikace | Hévíz        | Náročná navigace      |
| Sümeg Centrum Mistrovství Evropy 2002 MAĎARSKO | 30. září | Klasická trať – finále      | Hévíz        | Nejtěžší závod ME     |
| Sümeg Centrum Mistrovství Evropy 2002 MAĎARSKO | 30. září | Štafety                     | Sümeg        | Týmová soutěž         |

Celý šampionát se odehrával v členitých lesních terénech Balatonské vrchoviny, kde závodníci čelili náročné navigaci, hustému podrostu a výraznému převýšení. Závěrečné štafety přinesly dramatický souboj mezi finským a švédským týmem u mužů a vítězství norských běžkyň mezi ženami.

## Výsledky Sprint
Sprint byl poprvé součástí programu Mistrovství Evropy v orientačním běhu. Kvalifikace i finále proběhly v historickém centru města Sümeg, které nabídlo pestrý mix úzkých uliček, otevřených prostranství a terénních prvků v okolí Sümežského hradu. Tratě měly délku 3,2 km pro muže a 2,85 km pro ženy, přičemž závodníci museli volit optimální postupy mezi budovami, schodišti a parky.
Ve finálovém závodě mužů zvítězil Emil Wingstedt (Švédsko) v čase 13:26,1 před krajanem Håkanem Peterssonem (+7,8 s). Bronzovou medaili získal Jurij Omelčenko (Ukrajina), který na vítěze ztratil 11,7 sekundy. V ženské kategorii triumfovala Vroni König-Salmi (Švýcarsko) s časem 13:53,1, druhá skončila Elisabeth Ingvaldsen (Norsko) (+9,6 s) a třetí místo obsadila Anne Margrethe Hausken (Norsko) (+18,2 s). Nejlepší český závodník Jaromír Švihovský obsadil 30. místo, mezi ženami skončila Pavla Fialová na 27. příčce. Sprint přinesl dynamický a těsný závod, ve kterém rozhodovaly především správné volby postupů a rychlost provedení. Závodníci ocenili zajímavou trať s rychlými pasážemi i technickými úseky v historickém prostředí Sümegu.
| Zkrácené výsledky                                                             | Zkrácené výsledky                                                             | Zkrácené výsledky                                                             | Zkrácené výsledky                                                             | Zkrácené výsledky                                                             | Zkrácené výsledky                                                              | Zkrácené výsledky                                                              | Zkrácené výsledky                                                              | Zkrácené výsledky                                                              | Zkrácené výsledky                                                              |
| Muži                                                                          | Muži                                                                          | Muži                                                                          | Muži                                                                          | Muži                                                                          | Ženy                                                                           | Ženy                                                                           | Ženy                                                                           | Ženy                                                                           | Ženy                                                                           |
| ----------------------------------------------------------------------------- | ----------------------------------------------------------------------------- | ----------------------------------------------------------------------------- | ----------------------------------------------------------------------------- | ----------------------------------------------------------------------------- | ------------------------------------------------------------------------------ | ------------------------------------------------------------------------------ | ------------------------------------------------------------------------------ | ------------------------------------------------------------------------------ | ------------------------------------------------------------------------------ |
| - Traťové parametry: 3,2 km, 10 kontrol, 100 m převýšení - Mapa : Cseket-hegy | - Traťové parametry: 3,2 km, 10 kontrol, 100 m převýšení - Mapa : Cseket-hegy | - Traťové parametry: 3,2 km, 10 kontrol, 100 m převýšení - Mapa : Cseket-hegy | - Traťové parametry: 3,2 km, 10 kontrol, 100 m převýšení - Mapa : Cseket-hegy | - Traťové parametry: 3,2 km, 10 kontrol, 100 m převýšení - Mapa : Cseket-hegy | - Traťové parametry: 2,85 km, 11 kontrol, 105 m převýšení - Mapa : Cseket-hegy | - Traťové parametry: 2,85 km, 11 kontrol, 105 m převýšení - Mapa : Cseket-hegy | - Traťové parametry: 2,85 km, 11 kontrol, 105 m převýšení - Mapa : Cseket-hegy | - Traťové parametry: 2,85 km, 11 kontrol, 105 m převýšení - Mapa : Cseket-hegy | - Traťové parametry: 2,85 km, 11 kontrol, 105 m převýšení - Mapa : Cseket-hegy |
| Umístění                                                                      | Země                                                                          | Jméno a příjmení                                                              | Čas                                                                           | Ztráta                                                                        | Umístění                                                                       | Země                                                                           | Jméno a příjmení                                                               | Čas                                                                            | Ztráta                                                                         |
| Zlatá medaile                                                                 | Švédsko                                                                       | Emil Wingstedt                                                                | 13:26,1                                                                       | 0:00                                                                          | Zlatá medaile                                                                  | Švýcarsko                                                                      | Vroni Koenig-Salmi                                                             | 13:53,1                                                                        | 0:00                                                                           |
| Stříbrná medaile                                                              | Švédsko                                                                       | Håkan Petersson                                                               | 13:33,9                                                                       | +0:07,8                                                                       | Stříbrná medaile                                                               | Norsko                                                                         | Elisabeth Ingvaldsen                                                           | 14:02,7                                                                        | +0:09,6                                                                        |
| Bronzová medaile                                                              | Ukrajina                                                                      | Yuriy Omelchenko                                                              | 13:37,8                                                                       | +0:11,7                                                                       | Bronzová medaile                                                               | Norsko                                                                         | Anne Margrethe Hausken                                                         | 14:11,3                                                                        | +0:18,2                                                                        |
| 30.                                                                           | Česko                                                                         | Jaromír Švihovský                                                             | 14:46,3                                                                       | +1:20,2                                                                       | 27.                                                                            | Česko                                                                          | Pavla Fialová                                                                  | 15:53,4                                                                        | +2:00,3                                                                        |
| 40.                                                                           | Česko                                                                         | Rudolf Ropek                                                                  | 15:23,0                                                                       | +1:56,9                                                                       | 31.                                                                            | Česko                                                                          | Zuzana Macúchová                                                               | 16:03,7                                                                        | +2:10,6                                                                        |
|                                                                               |                                                                               |                                                                               |                                                                               |                                                                               | 46.                                                                            | Česko                                                                          | Dana Brožková                                                                  | 17:34,0                                                                        | +3:40,9                                                                        |
| Oficiální výsledky (Archiv)                                                   |                                                                               |                                                                               |                                                                               |                                                                               |                                                                                |                                                                                |                                                                                |                                                                                |                                                                                |

## Výsledky Krátká trať (Middle)
Závod na krátké trati se odehrál v lesním terénu poblíž města Tapolca. Tratě měly délku 5,4 km pro muže a 4,5 km pro ženy s výrazným převýšením a vysokými nároky na přesnou navigaci. Terén byl členitý s hustníky, jámami a vápencovými skalními útvary. V mužské kategorii zvítězil Mikhail Mamlejev (Rusko) v čase 24:49. Druhé místo obsadil Jurij Omelčenko (Ukrajina) se ztrátou 37 sekund, bronz získal Jamie Stevenson (Spojené království) s odstupem 1 minuty a 7 sekund. Mezi ženami zvítězila Gunilla Svärd (Švédsko) s časem 26:02, druhé místo obsadila Brigitte Wolf (Švýcarsko) (+23 sekund) a bronz získala Birgitte Husebye (Norsko) se ztrátou 33 sekund. Nejlepším českým závodníkem byl Michal Horáček, který obsadil 9. místo. Mezi ženami skončila nejvýše Pavla Fialová na 24. místě.
| Výsledky Krátká trať (Middle)                                          | Výsledky Krátká trať (Middle)                                          | Výsledky Krátká trať (Middle)                                          | Výsledky Krátká trať (Middle)                                          | Výsledky Krátká trať (Middle)                                          | Výsledky Krátká trať (Middle)                                          | Výsledky Krátká trať (Middle)                                          | Výsledky Krátká trať (Middle)                                          | Výsledky Krátká trať (Middle)                                          | Výsledky Krátká trať (Middle)                                          |
| Muži                                                                   | Muži                                                                   | Muži                                                                   | Muži                                                                   | Muži                                                                   | Ženy                                                                   | Ženy                                                                   | Ženy                                                                   | Ženy                                                                   | Ženy                                                                   |
| ---------------------------------------------------------------------- | ---------------------------------------------------------------------- | ---------------------------------------------------------------------- | ---------------------------------------------------------------------- | ---------------------------------------------------------------------- | ---------------------------------------------------------------------- | ---------------------------------------------------------------------- | ---------------------------------------------------------------------- | ---------------------------------------------------------------------- | ---------------------------------------------------------------------- |
| - Traťové parametry: 5,2 km, 15 kontrol, 190 m převýšení - Mapa : Uzsa | - Traťové parametry: 5,2 km, 15 kontrol, 190 m převýšení - Mapa : Uzsa | - Traťové parametry: 5,2 km, 15 kontrol, 190 m převýšení - Mapa : Uzsa | - Traťové parametry: 5,2 km, 15 kontrol, 190 m převýšení - Mapa : Uzsa | - Traťové parametry: 5,2 km, 15 kontrol, 190 m převýšení - Mapa : Uzsa | - Traťové parametry: 4,5 km, 13 kontrol, 190 m převýšení - Mapa : Uzsa | - Traťové parametry: 4,5 km, 13 kontrol, 190 m převýšení - Mapa : Uzsa | - Traťové parametry: 4,5 km, 13 kontrol, 190 m převýšení - Mapa : Uzsa | - Traťové parametry: 4,5 km, 13 kontrol, 190 m převýšení - Mapa : Uzsa | - Traťové parametry: 4,5 km, 13 kontrol, 190 m převýšení - Mapa : Uzsa |
| Umístění                                                               | Země                                                                   | Jméno a příjmení                                                       | Čas                                                                    | Ztráta                                                                 | Umístění                                                               | Země                                                                   | Jméno a příjmení                                                       | Čas                                                                    | Ztráta                                                                 |
| Zlatá medaile                                                          | Rusko                                                                  | Mikhail Mamleev                                                        | 24:49                                                                  | 0:00                                                                   | Zlatá medaile                                                          | Švédsko                                                                | Gunilla Svärd                                                          | 26:02                                                                  | 0:00                                                                   |
| Stříbrná medaile                                                       | Ukrajina                                                               | Yuriy Omelchenko                                                       | 25:26                                                                  | +0:37                                                                  | Stříbrná medaile                                                       | Švýcarsko                                                              | Brigitte Wolf                                                          | 26:25                                                                  | +0:23                                                                  |
| Bronzová medaile                                                       | Spojené království                                                     | Jamie Stevenson                                                        | 25:56                                                                  | +1:07                                                                  | Bronzová medaile                                                       | Norsko                                                                 | Birgitte Husebye                                                       | 26:35                                                                  | +0:33                                                                  |
| 9.                                                                     | Česko                                                                  | Michal Horáček                                                         | 26:55                                                                  | +2:06                                                                  | 24.                                                                    | Česko                                                                  | Pavla Fialová                                                          | 29:28                                                                  | +3:26                                                                  |
| 18.                                                                    | Česko                                                                  | Radovan Čech                                                           | 27:40                                                                  | +2:51                                                                  | 27.                                                                    | Česko                                                                  | Zuzana Macúchová                                                       | 29:40                                                                  | +3:38                                                                  |
| 19.                                                                    | Česko                                                                  | Rudolf Ropek                                                           | 27:43                                                                  | +2:54                                                                  | 30.                                                                    | Česko                                                                  | Vendula Klechová                                                       | 30:06                                                                  | +4:04                                                                  |
| 31.                                                                    | Česko                                                                  | Michal Smola                                                           | 28:30                                                                  | +3:41                                                                  | 34.                                                                    | Česko                                                                  | Mária Kováříková                                                       | 31:10                                                                  | +5:08                                                                  |
|                                                                        |                                                                        |                                                                        |                                                                        |                                                                        | 39.                                                                    | Česko                                                                  | Dana Brožková                                                          | 31:27                                                                  | +5:25                                                                  |
|                                                                        |                                                                        |                                                                        |                                                                        |                                                                        | 46.                                                                    | Česko                                                                  | Zuzana Stehnová                                                        | 32:16                                                                  | +6:14                                                                  |
| Oficiální výsledky (Archiv)                                            |                                                                        |                                                                        |                                                                        |                                                                        |                                                                        |                                                                        |                                                                        |                                                                        |                                                                        |

## Výsledky Klasická trať (Long)
Závod na klasické trati se konal v oblasti Hévíz. Délka tratí byla 12,4 km pro muže a 6,7 km pro ženy. V mužské kategorii zvítězil Thomas Bührer (Švýcarsko) v čase 81:18. Druhé místo obsadil Bjørnar Valstad (Norsko) se ztrátou 1:02 min. Na třetím místě se umístil Emil Wingstedt (Švédsko), který měl stejný čas jako Valstad (82:20), o pořadí rozhodly desetiny sekundy. Mezi ženami zvítězila Simone Niggli-Luder (Švýcarsko) s časem 52:01. Druhá skončila Hanne Staff (Norsko) se ztrátou 1:15 min. Bronzovou medaili získala Birgitte Husebye (Norsko) s odstupem 3:05 min. Nejlepším českým závodníkem byl Radovan Čech, který obsadil 22. místo. V ženské kategorii byla nejlepší Češka Zuzana Stehnová, která skončila na 30. místě.
| Výsledky Klasická trať (Long)                                                  | Výsledky Klasická trať (Long)                                                  | Výsledky Klasická trať (Long)                                                  | Výsledky Klasická trať (Long)                                                  | Výsledky Klasická trať (Long)                                                  | Výsledky Klasická trať (Long)                                                 | Výsledky Klasická trať (Long)                                                 | Výsledky Klasická trať (Long)                                                 | Výsledky Klasická trať (Long)                                                 | Výsledky Klasická trať (Long)                                                 |
| Muži                                                                           | Muži                                                                           | Muži                                                                           | Muži                                                                           | Muži                                                                           | Ženy                                                                          | Ženy                                                                          | Ženy                                                                          | Ženy                                                                          | Ženy                                                                          |
| ------------------------------------------------------------------------------ | ------------------------------------------------------------------------------ | ------------------------------------------------------------------------------ | ------------------------------------------------------------------------------ | ------------------------------------------------------------------------------ | ----------------------------------------------------------------------------- | ----------------------------------------------------------------------------- | ----------------------------------------------------------------------------- | ----------------------------------------------------------------------------- | ----------------------------------------------------------------------------- |
| - Traťové parametry: 12,4 km, 23 kontrol, 700 m převýšení - Mapa : Sátor-Magas | - Traťové parametry: 12,4 km, 23 kontrol, 700 m převýšení - Mapa : Sátor-Magas | - Traťové parametry: 12,4 km, 23 kontrol, 700 m převýšení - Mapa : Sátor-Magas | - Traťové parametry: 12,4 km, 23 kontrol, 700 m převýšení - Mapa : Sátor-Magas | - Traťové parametry: 12,4 km, 23 kontrol, 700 m převýšení - Mapa : Sátor-Magas | - Traťové parametry: 6,7 km, 17 kontrol, 420 m převýšení - Mapa : Sátor-Magas | - Traťové parametry: 6,7 km, 17 kontrol, 420 m převýšení - Mapa : Sátor-Magas | - Traťové parametry: 6,7 km, 17 kontrol, 420 m převýšení - Mapa : Sátor-Magas | - Traťové parametry: 6,7 km, 17 kontrol, 420 m převýšení - Mapa : Sátor-Magas | - Traťové parametry: 6,7 km, 17 kontrol, 420 m převýšení - Mapa : Sátor-Magas |
| Umístění                                                                       | Země                                                                           | Jméno a příjmení                                                               | Čas                                                                            | Ztráta                                                                         | Umístění                                                                      | Země                                                                          | Jméno a příjmení                                                              | Čas                                                                           | Ztráta                                                                        |
| Zlatá medaile                                                                  | Švýcarsko                                                                      | Thomas Bührer                                                                  | 81:18                                                                          | 0:00                                                                           | Zlatá medaile                                                                 | Švýcarsko                                                                     | Simone Niggli-Luder                                                           | 52:01                                                                         | 0:00                                                                          |
| Stříbrná medaile                                                               | Norsko                                                                         | Bjørnar Valstad                                                                | 82:20                                                                          | +1:02                                                                          | Stříbrná medaile                                                              | Norsko                                                                        | Hanne Staff                                                                   | 53:16                                                                         | +1:15                                                                         |
| Bronzová medaile                                                               | Švédsko                                                                        | Emil Wingstedt                                                                 | 82:20                                                                          | +1:02                                                                          | Bronzová medaile                                                              | Norsko                                                                        | Birgitte Husebye                                                              | 55:06                                                                         | +3:05                                                                         |
| 22.                                                                            | Česko                                                                          | Radovan Čech                                                                   | 87:54                                                                          | +6:36                                                                          | 30.                                                                           | Česko                                                                         | Zuzana Stehnová                                                               | 63:20                                                                         | +11:19                                                                        |
| 27.                                                                            | Česko                                                                          | Michal Smola                                                                   | 89:41                                                                          | +8:23                                                                          | 40.                                                                           | Česko                                                                         | Pavla Fialová                                                                 | 66:19                                                                         | +14:18                                                                        |
| 33.                                                                            | Česko                                                                          | Jaromír Švihovský                                                              | 91:01                                                                          | +9:43                                                                          |                                                                               |                                                                               |                                                                               |                                                                               |                                                                               |
| 34.                                                                            | Česko                                                                          | Michal Horáček                                                                 | 91:28                                                                          | +10:10                                                                         |                                                                               |                                                                               |                                                                               |                                                                               |                                                                               |
| 37.                                                                            | Česko                                                                          | Rudolf Ropek                                                                   | 92:25                                                                          | +11:07                                                                         |                                                                               |                                                                               |                                                                               |                                                                               |                                                                               |
| Oficiální výsledky (Archiv)                                                    |                                                                                |                                                                                |                                                                                |                                                                                |                                                                               |                                                                               |                                                                               |                                                                               |                                                                               |

## Výsledky štafetových závodů
Závod štafet se konal v oblasti Sümeg. Každý tým tvořili tři závodníci, kteří absolvovali trať v lesním terénu. Délka úseků byla 9,2 km pro muže a 6,5 km pro ženy. V mužské kategorii zvítězil tým Finska ve složení Jani Lakanen, Pasi Ikonen a Mats Haldin s celkovým časem 134:58. Druhé místo obsadilo Švédsko se ztrátou 3:30 min. O bronzové medaili rozhodovaly sekundy, když Dánsko doběhlo se stejným časem jako Švédsko, ale v cílovém sprintu bylo horší. V ženské kategorii zvítězil tým Norska ve složení Elisabeth Ingvaldsen, Birgitte Husebye a Hanne Staff s časem 112:48. Druhé místo obsadilo Švýcarsko (+2:20 min) a třetí místo získala Litva (+2:29 min). Nejlepší český tým v mužské kategorii obsadil 22. místo, zatímco v ženské kategorii skončily české štafety na 22. a 23. místě.
| Zlatá medaile               | Finsko (Jani Lakanen, Pasi Ikonen, Mats Haldin)           | 134:58 | –      | Zlatá medaile    | Norsko (Elisabeth Ingvaldsen, Brigitte Husebye, Hanne Staff)       | 112:48 | –      |
| Stříbrná medaile            | Švédsko (Johan Näsman, Fredrik Löwegren, Emil Wingstedt)  | 138:28 | +3:30  | Stříbrná medaile | Švýcarsko (Brigitte Wolf, Vroni Koenig-Salmi, Simone Niggli-Luder) | 115:08 | +2:20  |
| Bronzová medaile            | Dánsko (Mikkel Lund, René Rokkjær, Carsten Jørgensen)     | 138:28 | +3:30  | Bronzová medaile | Litva (Giedre Voveriene, Vilma Rudzenskaité, Ieva Sargautyté)      | 115:17 | +2:29  |
| 19.                         | Česko A (Jaromír Švihovský, Michal Horáček, Rudolf Ropek) | 147:13 | +12:15 | 13.              | Česko B (Pavla Fialová, Zuzana Stehnová, Vendula Klechová)         | 128:52 | +16:04 |
| 22.                         | Česko B (Michal Jedlička, Radovan Čech, Michal Smola)     | 151:05 | +16:07 | 15.              | Česko A (Mária Kovaříková, Zuzana Macúchová, Dana Brožková)        | 133:23 | +20:35 |
| Oficiální výsledky (Archiv) |                                                           |        |        |                  |                                                                    |        |        |

## Medailové pořadí podle zemí
Pořadí zúčastněných zemí podle získaných medailí v jednotlivých závodech mistrovství (tzv. olympijského hodnocení).
| Medailové pořadí podle zemí | Medailové pořadí podle zemí | Medailové pořadí podle zemí | Medailové pořadí podle zemí | Medailové pořadí podle zemí | Medailové pořadí podle zemí |
| Pořadí                      | Stát                        | Zlatá medaile               | Stříbrná medaile            | Bronzová medaile            | Celkem                      |
| --------------------------- | --------------------------- | --------------------------- | --------------------------- | --------------------------- | --------------------------- |
| 1                           | Švýcarsko                   | 3                           | 2                           | 0                           | 5                           |
| 2                           | Švédsko                     | 2                           | 3                           | 0                           | 5                           |
| 3                           | Norsko                      | 1                           | 4                           | 2                           | 7                           |
| 4                           | Finsko                      | 1                           | 0                           | 0                           | 1                           |
| 5                           | Rusko                       | 1                           | 0                           | 0                           | 1                           |
| 6                           | Ukrajina                    | 0                           | 1                           | 1                           | 2                           |
| 7                           | Spojené království          | 0                           | 0                           | 1                           | 1                           |
| 7                           | Dánsko                      | 0                           | 0                           | 1                           | 1                           |
| 7                           | Litva                       | 0                           | 0                           | 1                           | 1                           |